# 甘美兰阵头
甘美兰阵头（Gamelan beleganjur，也作甘美朗阵头、游行甘美朗），是印度尼西亚巴厘岛最流行的一种甘美蘭音乐，类似于西式的军乐队，最开始被用来随军征战、震慑敌人，现主要见于节日庆祝，鲜有战事相关之用途。
此外，印尼政府亦鼓励妇女参与演出，以证明印尼妇女不仅只会家事。